# Willem Hubert Nolens

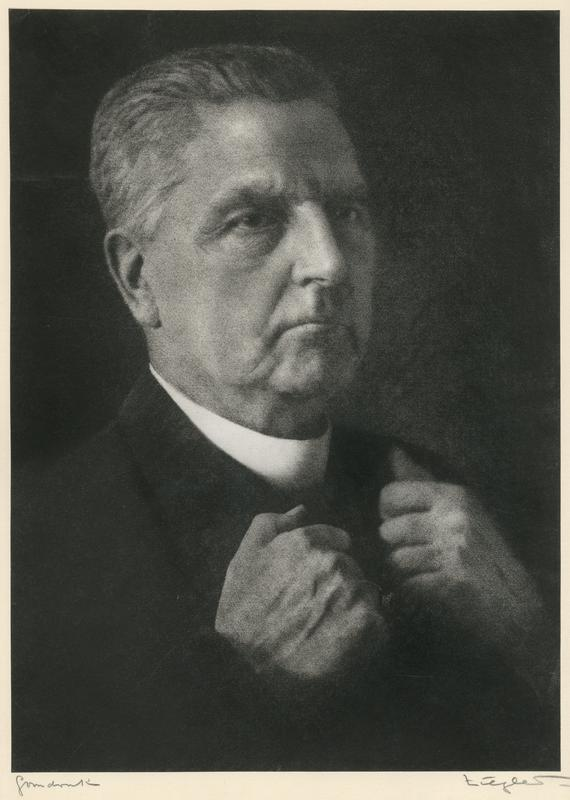
W.H. Nolens (foto Franz Ziegler)

Willem Hubert Nolens, född 7 september 1860 i Venlo, död 27 augusti 1931 i Haag, var en nederländsk politiker.
Nolens blev 1887 romersk-katolsk präst och 1912 påvlig husprelat. Han blev 1909 extra ordinarie professor i arbetsrätt vid  Universiteit van Amsterdam, en tjänst han innehade till 1927. Från 1912 var han påvlig husprelat med titeln monsignore och president i Högsta arbetsrådet.
Han var ledamot av Generalstaternas andra kammare från 1896 och sedermera ledare för Roomsch-Katholieke Staatspartij. Han avböjde 1918 den honom erbjudna ministerpresidentsposten.